# Lilla Hålebackstjärnet
Lilla Hålebackstjärnet är en sjö i Färgelanda kommun i Dalsland och ingår i Örekilsälvens huvudavrinningsområde.